# Manuel Latorre Pastor
Manuel Latorre Pastor (Madrid, 1895-Tetuán, 1963) fue un arquitecto español, cuya carrera se desarrolló en buena parte en el norte de África.

## Biografía
Nacido en Madrid el 22 de junio de 1895 y licenciado en 1924, después de desempeñarse como arquitecto en ciudades de la península ibérica como Peñaranda de Bracamonte, Medina del Campo, Baena y Granada, pasaría a finales de la  década de 1920 a Tetuán, desarrollando a partir de entonces su carrera en la ciudad, además de en otros puntos del Protectorado Español en Marruecos como Nador, y con proyectos, también, en Ceuta y Melilla. Murió el 28 de abril de 1963 en Tetuán, hemipléjico. En su obra se aprecian rasgos del art decó, la arquitectura regionalista y el racionalismo, con influjos árabes.